# Alfred Brugmann
Alfred Victor Maurice Brugmann (Brussel, 8 februari 1834 - 13 januari 1927) was een Belgische bankier uit de familie Brugmann. Hij speelde een minder in het oog springende rol in de bedrijfswereld dan zijn twee broers Ernest en Georges, maar men mag aannemen dat hij binnen de familiale bank zijn rol vervulde. Hij trouwde met Marie-Louise Kenens (Elsene, 1844 - Brussel, 1923).
Brugmann kocht in 1850 de ruïne van het Kasteel van Walzin en liet het in een 'Spaans-Vlaamse stijl' herbouwen. In 1912 (zijn beide broers waren toen al overleden) verkreeg hij opname in de adelstand, met een baronnentitel. Zijn zoon Frédéric Brugmann de Walzin speelde na hem nog een rol in de bank en (korte tijd) ook in de Belgische politiek.